# ジッピーズ
ジッピーズ（英語: Zippy's）はハワイ州を拠点とするファストカジュアル・レストランチェーンである。
24の店舗があり、アメリカ・日本・中国・沖縄・ハワイと多様なルーツの料理を提供している。最大の人気料理の一つはチリである。

## 歴史
1966年8月17日のこと、フランシス・ヒガ（Francis Higa）、チャールズ・ヒガ（Charles Higa）の兄弟はホノルルのサウスキング通りにジッピーズの最初の店舗をオープンした。当初、ヒガ兄弟はカーウォッシュ店を開く予定であったが、結局はレストランを開いた。キッチンはジッピーズのマッカリー店のファストフード業務棟の奥にあった。当時、ZIPコードが市民権を得つつあった。ZIPコードによってより早く、より効率的に郵便物が届けられたからである。ヒガ兄弟はこのアイデアを好み、同じようなサービスを提供したいと望んだので、レストランを「ジッピーズ」と名付けた。フランシスとチャールズが購入した店舗のほとんどは独立したフリースタンディング形式であった。このことによって24時間営業が可能になり、多くの深夜客を魅了した。
ジッピーズの開業当時、周囲には多くの沖縄系の家族経営のレストランが存在した。また当時、大陸系のファストフード・チェーンはハワイに存在しなかった。当時、スペンスクリフ（Spencecliff）、アンディー・ウォン（Andy Wong、レストランByron'sなどを経営した）、そしてジッピーズが数少ないファストフード店であった。競争のため、ヒガ兄弟は多くのローカル料理を提供することにした。
1983年11月19日にはナポレオンズ・ベーカリー（Napoleon's Bakery）がオープンした。ジッピーズは何か異なることに挑戦しようとしたのである 。彼らは利用客が夕飯を食べ終わったときにデザートを注文できるようにジッピーズをワンストップ形式とした。ベーカリーの開設によって、ジッピーズの売り上げは向上した。
2002年5月に、創業者であるヒガ兄弟は「FCHエンタープライズ」（FCH Enterprise, Inc）という会社を創業した。フランシスとチャールズは性格が異なり、事業成功のためにそれぞれ違った役割を果たした。フランシスは会社の方向性を決定し、一方チャールズはほとんどの業務上の決定やすべての材料と紙の調達を取り扱った。その後チャールズはリタイアして元気に暮らしているが 、フランシスは1999年3月25日に逝去した。現在はフランシスの息子であるジェイソン・ヒガが会社のCEOを務めている。
ジッピーズがカイムキにレストランを開いたとき、チャールズはステーションワゴンにチリの入った巨大な鍋を載せて店まで運んだという 。現在はワイピオにあるFood Solutions Internationalで一括調理されており、料理は各店舗に運ばれる仕組みになっている。

## メニュー
ジッピーズは24時間営業しており、アメリカ料理・日本料理・朝鮮料理・中国料理、ハワイ料理各地由来の料理を組み合わせた、ハワイに住む人々が「ローカル」料理と呼ぶ料理を提供している 。開業時の名物の一つは「Zip-min」（ジッピーズ風サイミン）であった 。もう一つの名物にはチリがある。ジッピーズでは各店舗やファンドレイジング、小売店を通じて、毎月110トンのチリを販売している。チリとともに、ジッピーズは「ジップ・パック」（Zip Pac）「サーフ・パック」（Surf Pac）といった多くのプレート・ランチを提供している 。ジップ・パックは1971年5月に、サーフ・パックはその少し後の1985年5月に登場した。

## 関連チェーン店

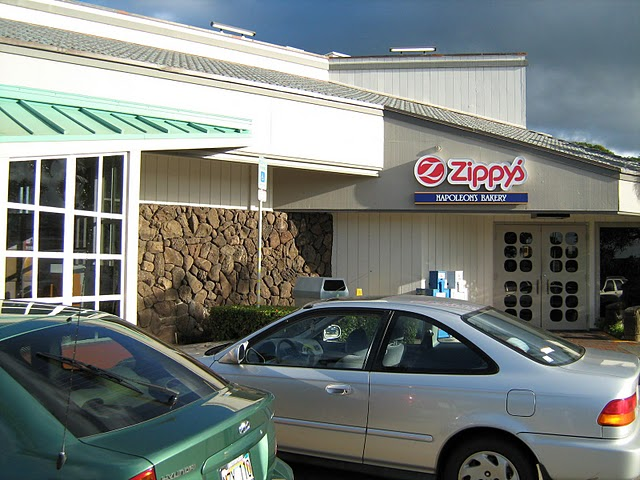
オアフ島にあるナポレオン・ベーカリーを併設した店舗のひとつ

ジッピーズのほとんどの店舗にはナポレオンズ・ベーカリーのカウンターも併設されている ほか、寿司バーを持つ店舗も存在する（2021年9月現在、パールリッジとカハラの2店舗）。